# Buenavista (Agusan del Norte)
Buenavista (Bayan ng Buenavista - Municipality of Buenavista) es un municipio filipino de segunda categoría, situado en la parte nordeste de la isla de Mindanao. Forma parte del Segundo Distrito Electoral de la provincia de Agusan del Norte situada en la Región Administrativa de Caraga, también denominada Región XIII.

## Geografía
Municipio situadomal oeste de la provincia, bañado por el Mar de Bohol,  bahía de Butuan y fronterizo con la provincia de Misamis Oriental.
Su término linda al norte con la mancionada bahía y también con los municipios de Carmen y de Nasipit; al sur con el municipio de Las Nieves; al este con la ciudad de Butuan; y al oeste con la Misamis, municipio de Gingoog.

### Barangays
El municipio de Buenavista se divide, a los efectos administrativos, en 25 barangayes o barrios, conforme a la siguiente relación:
| - Abilan - Agong-ong - Alubijid - Guinabsan - Macalang - Malapong - Malpoc | - Manapa - Matabao - Población 1 - Población 2 - Población 3 - Población 4 | - Población 5 - Población 6 - Población 7 - Población 8 - Población 9 - Población 10 | - Rizal - Sacol - Sangay - Talo-ao - Olave - Simbalan |  |

## Historia
En el año de 1877 se establece un grupo de nómadas de la etnia Manobos, en idioma inglés Lumad peoples.
Inocentes Paler y Marcelo Dalaguida fundan en pueblo de Tortosa, famoso por la pesca de la tortuga de mar.
Llega una nueva ola de emigrantes: Valeriano Farol, Mateo Bustillo, Anecito Sánchez, Sabas Galinato, Macario Sánchez, Lucas Yonson, Demetrio Ontong, Lino Danuco, Vicente Ebarle, Nicanor Beltrán, Demetrio Mendoza, Teodoro Paculba, Marcelo Abad, Leon Manla, Marciano Bantolinao y Matias Micabalo.
Más tarde, el nombre de Tortosa se cambia por el de  Kihaw-an en memoria de un ciervo blanco, que apareció muerto en el lugar y que era considerado sagrado por los indígenas.
Este nombre deriva del dialecto local Baho-un y literalmente significa oler, es decir, de donde proviene el mal olor.
Adolfo Calo, natural de Butuan, junto con algunos nativos y españoles, atraídos por al abundanre pesca,  visitaron el lugar.
Al alcanzar la cima de la colina aprecian la belleza del lugar exclamando Bien Vista,  el nombre actual del municipio.
Atraídos por la abundancia de peces y las buenas perspectivas para la agricultura, una nueva ola de inmigrantes de las áreas vecinas continuaron acudiendo a Buenavista.
Entre los años 1897-1907, los siguientes colonos y sus familias se sabe que se han asentado en el lugar: Esteban Nakila, Francisco Beltrán, Bruno Boya, Alejandro Espallona, Leocadio Cabonce, Ceferino Sobrecaray, Pablom Sison, Isidro Montilla, Máximo Bangahon, Ireneo Ontong, Balbino España, Mariano Makiling, Hilarión Espallona, Perfecto Bahía, Antonio Caló, Leon Magpatoc, Crisanto Hangayo, Ruperto Alaan, Crispin Balbucena y Jorge Aldac.
A principios de la seguna década del siglo XX, durante la ocupación estadounidense de Filipinas Buenavista fue declarado barrio regular del municipio de Butuan.
El 1 de enero de 1937 el barrio of Buenavista adquiere la condición de municipio.